# Боволоне
Боволо̀не (на италиански: Bovolone; на венециански: Boolòn, Боолон) е град и община в Северна Италия, провинция Верона, регион Венето. Разположен е на 24 m надморска височина. Населението на общината е 15 888 души (към 2015 г.).